# Paul Teng
Paul Teng est un auteur de bande dessinée néerlandais, né le 6 mars 1955 à Rotterdam. Dessinateur réaliste actif depuis le début des années 1980, il travaille sur diverses séries de genre contemporaines comme historiques.

## Publications en français

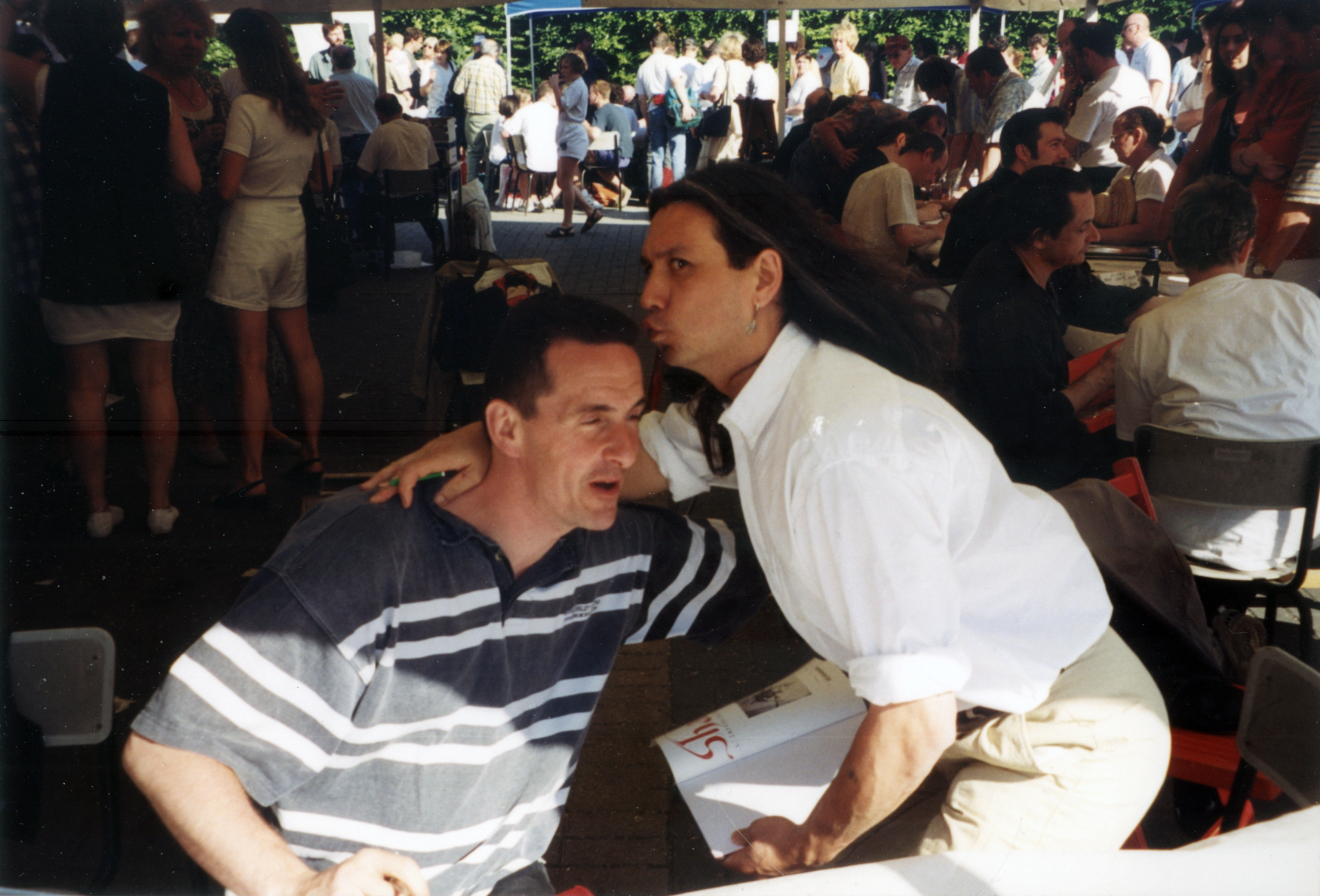
Jean-François Di Giorgio (à gauche) et Paul Teng, le 17 mai 1998

Sauf précision, lorsqu'un collaborateur est indiqué, il s'agit du scénariste.

### One shot
- Alexandre Nevsky, Le Lombard, 1995
Scénario : Vladimir Volkoff - Dessin et couleurs : Paul Teng -  (ISBN 2-8036-1130-9)
- Livingstone, Glénat, « Explora », 2018
Scénario : Rodolphe - Dessin : Paul Teng - Couleurs : Céline Labriet -  (ISBN 978-2-344-02165-1)
- Saint Vladimir : Le Soleil radieux, Le Lombard, 1992
Scénario : Vladimir Volkoff - Dessin et couleurs : Paul Teng -  (ISBN 2-8036-0925-8)
- Le Télescope, Casterman, 2009
Scénario : Jean Van Hamme - Dessin : Paul Teng - Couleurs : Walter De Strooper -  (ISBN 978-2-203-01305-6)

### Albums
Delgadito
- 1 Le Choix de l'aigle, BD Must, 2017
Scénario et dessin : Paul Teng - Couleurs : noir et blanc -  (ISBN 978-2-87535-340-5)
- 2 Souvenirs d’un rebelle, BD Must, 2018
Scénario et dessin : Paul Teng - Couleurs : noir et blanc -  (ISBN 978-2-87535-382-5)
- 3 Bosque redondo, BD Must, 2018
Scénario et dessin : Paul Teng - Couleurs : noir et blanc -  (ISBN 978-2-87535-392-4)
- 4 Le Cercle brisé, BD Must, 2018
Scénario et dessin : Paul Teng - Couleurs : noir et blanc -  (ISBN 978-2-87535-393-1)

Jhen
- 15 Les Portes de fer, Casterman, 2013
Scénario : Jerry Frissen et Jean-Luc Cornette - Dessin : Paul Teng - Couleurs : Véronique Robin -  (ISBN 978-2-203-07403-3)
- 16 La Peste, Casterman, 2017
Scénario : Jerry Frissen et Jean-Luc Cornette - Dessin : Paul Teng - Couleurs : Véronique Robin -  (ISBN 978-2-203-12157-7)

L'Ordre impair
- 1 Anvers 1585, Le Lombard, « Polyptyque », 2004
Scénario : Rudi Miel et Cristina Cuadra García - Dessin : Paul Teng - Couleurs : Bertrand Denoulet et Graza -  (ISBN 2-8036-1877-X)
- 2 Séville 1600, Le Lombard, « Polyptyque », 2005
Scénario : Rudi Miel et Cristina Cuadra García - Dessin : Paul Teng - Couleurs : Dina Kathelyn et Graza -  (ISBN 2-8036-2053-7)
- 3 Rome 1644, Le Lombard, « Polyptyque », 2006
Scénario : Rudi Miel et Cristina Cuadra García - Dessin : Paul Teng - Couleurs : Graza -  (ISBN 2-8036-2167-3)
- 4 Paris 1791, Le Lombard, « Polyptyque », 2007
Scénario : Rudi Miel et Cristina Cuadra García - Dessin : Paul Teng - Couleurs : Graza -  (ISBN 978-2-8036-2260-3)
- 5 Où tout s’achève, Le Lombard, « Polyptyque », 2008
Scénario : Rudi Miel et Cristina Cuadra García - Dessin : Paul Teng - Couleurs : Graza -  (ISBN 978-2-8036-2390-7)

Shane
- 1 L’Impératrice sauvage, Le Lombard, 1998
Scénario : Jean-François Di Giorgio - Dessin : Paul Teng - Couleurs : Graza -  (ISBN 2-8036-1329-8)
- 2 Le Pic de l’aigle, Le Lombard, 1999
Scénario : Jean-François Di Giorgio - Dessin : Paul Teng - Couleurs : Graza -  (ISBN 2-8036-1398-0)
- 3 Simulacres, Le Lombard, 2000
Scénario : Jean-François Di Giorgio - Dessin : Paul Teng - Couleurs : Graza -  (ISBN 2-8036-1492-8)
- 4 Albane, Le Lombard, 2001
Scénario : Jean-François Di Giorgio - Dessin : Paul Teng - Couleurs : Graza -  (ISBN 2-8036-1628-9)
- 5 Le Plaisir des Hyènes, Le Lombard, 2002
Scénario : Jean-François Di Giorgio - Dessin : Paul Teng - Couleurs : Graza -  (ISBN 2-8036-1759-5)

## Récompenses
- 2013 : Prix Stripschap, pour l'ensemble de son œuvre
- 2016 : Prix Saint-Michel du meilleur auteur néerlandophone, pour Jhen, t. 15 : Les Portes de fer